# Jean-Pierre Melville
Jean-Pierre Melville, născut Jean-Pierre Grumbach, (n. 20 octombrie 1917, Paris, Île-de-France, Franța – d. 2 august 1973, Paris, Région parisienne, Franța) a fost un regizor, actor, scenarist și realizator francez de filme. Mai târziu, a adoptat pseudonimul Melville pentru a arăta respectul pentru autorul său favorit, autorul american Herman Melville.

## Biografie artistică
Născut la Paris, în Franța, Melville, care era de origine evreu, a slujit în cel de-al doilea război mondial luptînd în ceea ce s-a numit atunci Operation Dragoon. După terminarea războiului, a aplicat pentru o licență de asistent de regie. Fiind refuzat, a decis să-și realizeze singur propriile sale filme.
Devenind regizor, producător și realizator independent, fiind posesorul propriilor sale studiouri cinematografice, Jean-Pierre Melville a devenit faimos pentru filmele sale tragice, minimaliste, realizate în maniera curentului cunoscut în cinematografie ca Noir cinema sau Neo-noir.
Filme așa cum sunt: Samuraiul (Le Samouraï), Cercul roșu (Le Cercle rouge) și Polițistul (Un flic), distribuind actori importanți și carismatici precum Alain Delon (probabil cel mai carismatic și mai melvillan dintre toți actori săi), Jean-Paul Belmondo și Lino Ventura au constituit momente esențiale ale cinematografiei postbelice.
Deși prieten cu leftiști celebri, precum Yves Montand, Melville se referea la el însuși ca fiind „extrem de individualist” și se autodefinea ca fiind un „anarhist de extremă dreaptă”, din punct de vedere al orientărilor sale politice.
În anul 1963, fiind special invitat, Melville a participat ca unul din membri juriului la Cel de-al 13-lea Festival Internațional de film din Berlin.

## Moștenirea lui Melville
Maniera regizorală a lui Jean-Pierre Melville a impresionat și influențat mulți realizatori din multe genuri de cinema, dar mai ales din cinematografia americană. Obiectele folosite de Melville în filmele sale, și în special armele, hainele și pălăriile, au devenit fetișizate și fetișizante, creînd o parte însemnată a "arsenalului" definitoriu al stilului neo-noir.
Independența sa, stilul său "de reporter" în realizarea filmelor sale, ambele combinate cu folosirea constantă a locurilor reale pentru filmările sale au constituit surse de mare inspirație atât pentru realizatorii francezi de filme ai „noului val francez”, cât și pentru alți realizatori de filme din întreaga lume. Această influență creatoare a fost "prinsă" de Jean-Luc Godard, în filmul său realizat în maniera "noului val" cinematografic, À bout de souffle, (Fără răsuflare sau Cu sufletul la gură, în limba română) prin distribuirea lui Melville în rolul unui personaj secundar, dar a fost categoric încununată de către maniera de editare a filmului, foarte "strânsă și (chiar) abruptă," sugerată lui Godard de Melville însuși.
Melville a decedat, din păcate mult prea repede, în urma unui atac de cord la vîrsta de aproape 56 de ani. Prezența sa în cinematografie a lăsat urme inconfundabile. Unii dintre regizorii importanții de azi pot fi considerați și se consideră ei înșiși ca fiind discipoli (direcți sau indirecți) ai lui Melville.  Printre ei se numără: John Woo, Ringo Lam, Kirk Wong și Quentin Tarantino.

## Filmografie

### Regizor
- 1945 Douăzeci și patru ore din viața unui clovn (Vingt-quatre heures de la vie d'un clown)
- 1947 Tăcerea mării (Le Silence de la mer)
- 1950 Copiii teribili (Les Enfants terribles)
- 1953 Când vei citi această scrisoare (Quand tu liras cette lettre)
- 1955 Patima riscului (Bob le flambeur)
- 1959 Doi oameni în Manhattan (Deux hommes dans Manhattan)
- 1961 Léon Morin, preot (Léon Morin, prêtre)
- 1963 Denunțătorul (Le Doulos)
- 1963 Cel mai mare din familia Ferchaux (L’Aîné des Ferchaux)
- 1966 Ultima suflare (Le Deuxième souffle)
- 1967 Samuraiul (Le Samouraï)
- 1969 Armata umbrelor (L’Armée des ombres)
- 1970 Cercul roșu (Le Cercle rouge)
- 1972 Polițistul (Un flic)

### Actor
| - 1947 - Les drames du Bois de Boulogne, regizor Jacques Loew - 1949 - Orphée, regizor Jean Cocteau - Gérant de l'hôtel - 1960 - Un amour de poche, regizor Pierre Kast - 1959 - Deux hommes dans Manhattan (propriul său film) - Le signe du lion, regizor Eric Rohmer | - - Moreau - 1960 - À bout de souffle, regizor Jean-Luc Godard - Zazie dans le métro, regizor Louis Malle - Parvulesco - 1963 - Landru Georges Mandel - 1967 - L'homme à la Buick, regizor Gilles Grangier |